# 615355 Jacobkuiper
615355 Jacobkuiper è un asteroide della fascia principale. Scoperto nel 2002, presenta un'orbita caratterizzata da un semiasse maggiore pari a 2,665541 UA e da un'eccentricità di 0,175971, inclinata di 14,019196° rispetto all'eclittica.